# 7 (číslo)
Sedm je přirozené číslo, které následuje po číslu šest a předchází číslu osm. Tutéž číselnou hodnotu má i hebrejské písmeno zajin a řecké zéta, římskými číslicemi VII.

## Ruční zápis

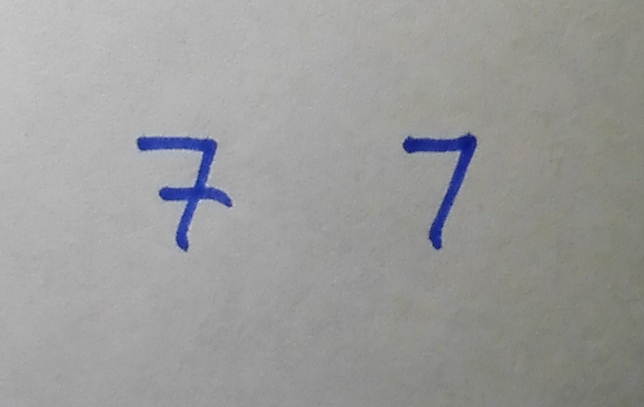
Sedmička bez a s přeškrtnutím

Číslice 7 je v České republice, na Slovensku a v některých dalších zemích ručně zapisována přeškrtnutá: 7, jinde bez přeškrtnutí jako tištěná: 7. Přeškrtnutý způsob zápisu vyučovaný v těchto zemích i na školách slouží k odlišení od číslice 1, se kterou by se mohla vizuálně zaměnit. V tištěné podobě není přeškrtnutá varianta standardní a nemá vlastní Unicode symbol na rozdíl od druhého obdobného znaku Z, který svůj unicode symbol má: Ƶ. Pokud je nutné ji zapsat, využívá se přeškrtnutí jako formátování textu, případně kombinace znaku 7 s unicode znakem přeškrtnutí, např. U+0335, Combining Short Stroke Overlay. V praxi se však v tištěných materiálech používá nepřeškrtnutá sedmička, protože motivace odlišení od číslice 1 zde odpadá.

## Matematika
- Sedmička je čtvrté prvočíslo.
- Navíc je to Mersennovo prvočíslo, neboť {\displaystyle 7=2^{3}-1}.
- Je to i příznivé číslo.
- Existuje jediná grupa řádu 7 ({\displaystyle \mathbb {Z} _{7}}), stejně tak existuje právě jedno konečné těleso řádu 7.
- Je to nejmenší přirozené číslo, které nelze napsat jako součet tří čtverců přirozených čísel (viz Lagrangeovu větu o čtyřech čtvercích).

### Dělitelnost sedmi
- Dělitelnost sedmi lze ověřit následujícím algoritmem:
  1. Odstraňte poslední číslici,
  2. Vynásobte ji dvěma.
  3. Tento násobek odečtěte.
  4. V případě, že je výsledkem záporné číslo a je dvojmístné, pak odstraňte znaménko minus.
  5. Tyto kroky opakujte dokud neskončíte u jednociferného čísla. Pokud je toto číslo dělitelné sedmi (–7, 0 nebo 7), je původní číslo také dělitelné sedmi.

Například číslo 1358 je dělitelné sedmi:
135 – (8×2) = 119
11 – (9×2) = –7
Za použití Teorie čísel je důkaz snadný. Testované číslo n přepíšeme do podoby:
n = 10a + b
Kde:
a jsou zbývající číslice a
b je poslední číslice.
Pak:
10a + b ≡ 0 (mod 7)
5 × (10a + b) ≡ 0 (mod 7)
49a + a + 5b ≡ 0 (mod 7)
a + 5b – 7b ≡ 0 (mod 7)
a – 2b ≡ 0 (mod 7)

## Věda
- Protonové číslo dusíku
- Starověká astronomie i astrologie počítala se sedmi „planetami“, viditelnými pouhým okem, mezi něž nepočítala Zemi, ale počítala Slunce a Měsíc.

## Mytologie a náboženství
- 7 je počet dní mezi čtvrtěmi Měsíce a odtud i v týdnu. Podle Bible Bůh stvořil svět v šesti dnech a sedmý den odpočinul..
- Jako součet 3 + 4 se číslo 7 pokládalo za symbol plnosti a v rámci judaismu odpovídá řádu přírody.[1]
- Podle judaismu jsou všichni potomci Noeho povinni dodržovat Sedm noachidských přikázání.
- Každý sedmý rok má být podle Tóry slaveno „léto promíjení dluhu“.[2]
- Talmud uvádí pedagogické pravidlo, podle něhož „se nově učená věc musí zopakovat nejméně sedmkrát, než si ji člověk bezpečně zapamatuje.“[3] (tato hypotéza či praxe však zjevně souvisí spíše s numerologií, nežli s fyziologií či psychologií)
- Křesťanská tradice zná Sedm ctností, sedm darů Ducha svatého, Sedm hlavních hříchů, Sedm svátostí aj.

- Číslo 7 se někdy v lidové pověrčivosti označuje za šťastné či magické.[zdroj?]

## Kultura
- Počet hudebních tónů základní stupnice.
- V pohádkách se užívá rčení za sedmero řekami a sedmero horami.
- Sněhurka a sedm trpaslíků – americký animovaný film z roku 1937

## Doprava
- Linka 7

## Komunikace
- +7 je mezinárodní telefonní předvolba Ruska a Kazachstánu

## Roky
- 7
- 7 př. n. l.